# Kettlerové
Kettlerové (německy Kettler nebo Ketteler) byla šlechtická rodina baltských Němců původem z Vestfálska.

## Historie rodu
Polsko-baltská větev rodu založila Kuronské a zemgalské vévodství na území dnešního Lotyšska, kterému její příslušníci v letech 1561 až 1737 vládli jako leníci Litevského velkoknížectví a později polské koruny.
Baltská větev rodu vymřela po meči roku 1737 smrtí posledního vévody Ferdinanda Kettlera. Ferdinandovy sestry Luisa Alžběta a Marie Amálie, se obě provdaly do různých větví rodu Hesenských. V potomstvu těchto žen lze dosud vystopovat potomky rodu Kettlerů po přeslici.

## Rodokmen baltské větve rodu
- rytíř Gotthard Kettler, pán z Neu-Assen-Melrichu ∞ Sofie z Nesselrode
  -  Gotthard Kettler (1517–1587), vévoda kuronský a zemgalský ∞ Anna Meklenburská
    - Anna Kettler (1567-1617) ∞ Albrecht Radziwiłł.
    -  Fridrich Kettler (1569–1642), vévoda kuronský a zemgalský ∞ Alžběta Magdalena Pomořanská
    -  Vilém Kettler (1574–1640), vévoda kuronský ∞ Sofie Pruská
      -  Jakub Kettler (1610–1682), vévoda kuronský a zemgalský ∞ Luisa Šarlota Braniborská
        - Luisa Alžběta Kuronská (1646–1690) ∞ Fridrich II. Hesensko-Homburský
          - Hesensko-Homburští

        -  Fridrich Kazimír Kettler (1650–1698), vévoda kuronský a zemgalský ∞ Luisa Šarlota Braniborská
        - Marie Amálie Kuronská (1653–1711) ∞ Karel I. Hesensko-Kasselský
          - Hesensko-Kasselští

        -  Ferdinand Kettler (1655–1737), vévoda kuronský a zemgalský ∞ Johana Magdalea Sasko-Weissenfelská